# Mangan(III) oksid
Mangan(III) oksid je hemijsko jedinjenje, koje ima molekulsku masu od 157,874 .
Mangan(III) oksid ima izražena slabo bazna svojstva. Rastvaranjem u kiselinama bi trebalo da nastane  jon. Međutim, ovaj jon je jako oksidaciono sredstvo koje može oksidovati prisutni anjon, pri čemu se sam redukuje do mangana(II). Ukoliko se anjon kiseline ne može oksidovati, u vodenim rastvorima dolazi do disproporcionisanja mangan(III) jona:
{\displaystyle \mathrm {2Mn^{3+}+2H_{2}O\longrightarrow \;MnO_{2}+Mn^{2+}+4H^{+}} }

## Osobine
| Osobina                  | Vrednost |
| ------------------------ | -------- |
| Broj akceptora vodonika  | 3        |
| Broj donora vodonika     | 0        |
| Broj rotacionih veza     | 2        |
| Particioni koeficijent ( | -0,0     |
| Rastvorljivost (logS, log(mol/L))       | 1,3      |
| Polarna površina (PSA, Å2)  | 43,4     |

## Literatura
- Holleman A. F.; Wiberg E. (2001). Inorganic Chemistry (1st изд.). San Diego: Academic Press. ISBN 0-12-352651-5.
- Housecroft, C. E.; Sharpe, A. G. (2008). Inorganic Chemistry (3. изд.). Prentice Hall. ISBN 978-0-13-175553-6.